# Fageiella ensigera
Fageiella ensigera là một loài nhện trong họ Linyphiidae.
Loài này thuộc chi Fageiella. Fageiella ensigera được Christa L. Deeleman-Reinhold miêu tả năm 1974.